# Tomáš Suslov
Tomáš Suslov (Spišská Nová Ves, 7 giugno 2002) è un calciatore slovacco, centrocampista del Verona e della nazionale slovacca.

## Caratteristiche tecniche
È un trequartista di piede mancino, bravo nell'uno contro uno, rapido nello stretto e forte nelle accelerazioni palla al piede. La sua visione di gioco lo rende determinante sia nella fase di distribuzione del gioco che in quella di assistenza. Bravo negli inserimenti, la potenza dei suoi tiri gli consente di essere pericoloso dalla media distanza. Dotato di ottima personalità, può essere impiegato anche come ala.

## Carriera

### Club
Cresciuto nel settore giovanile del Tatran Prešov, nel agosto 2018 è stato acquistato dal Groningen che lo ha aggregato al proprio settore giovanile. Il 22 agosto 2018 ha rinnovato il contratto fino al 2022 ed il 22 febbraio 2020 ha esordito in prima squadra giocando i minuti finali della sfida casalinga persa 1-0 contro il VVV-Venlo.
Promosso in prima squadra prima dell'inizio della stagione 2020-2021, il 13 settembre ha trovato la prima rete in carriera segnando il gol del momentaneo pareggio nella sconfitta per 3-1 contro il PSV. Dieci giorni più tardi ha rinnovato nuovamente con il club biancoverde estendendo il rapporto fino al 2025.
Il 1º settembre 2023, viene ceduto in prestito con obbligo di riscatto condizionato al Verona. Il 18 settembre seguente, esordisce in campionato, rilevando al 70' Ondrej Duda nella partita casalinga contro il Bologna, pareggiata per 0-0. Il 28 gennaio 2024, segna il suo primo gol in massima serie, su calcio di rigore, siglando il momentaneo vantaggio nella gara casalinga contro il Frosinone, conclusa poi sull'1-1. Il 31 gennaio 2024 viene riscattato a titolo definitivo dal club veneto. Nella sua prima stagione, colleziona in tutto 32 presenze in campionato, tre gol e cinque assist.

### Nazionale
Il 10 novembre 2020 riceve la sua prima in nazionale maggiore, con cui debutta 8 giorni dopo nella sconfitta per 2-0 contro la Rep. Ceca in Nations League, diventando il più giovane esordiente nella storia della selezione slovacca all'età di 18 anni e 164 giorni, superando il precedente primato appartenente a Szilárd Németh.
Convocato per Euro 2020, nonostante la giovane età e le poche presenze in nazionale prima del torneo, indossa la maglia numero 10.
Il 3 giugno 2022 realizza il suo primo gol in nazionale segnando il gol del decisivo 0-1 contro la Bielorussia.

## Statistiche

### Presenze e reti nei club
Statistiche aggiornate al 10 novembre 2024. 
| Stagione         | Squadra          | Campionato       | Campionato | Campionato | Coppe nazionali | Coppe nazionali | Coppe nazionali | Coppe continentali | Coppe continentali | Coppe continentali | Altre coppe | Altre coppe | Altre coppe | Totale | Totale | Totale |
| Stagione         | Squadra          | Comp             | Pres       | Reti       | Comp            | Pres            | Reti            | Comp               | Pres               | Reti               | Comp        | Pres        | Reti        | Pres   | Reti   |        |
| ---------------- | ---------------- | ---------------- | ---------- | ---------- | --------------- | --------------- | --------------- | ------------------ | ------------------ | ------------------ | ----------- | ----------- | ----------- | ------ | ------ | ------ |
| 2019-2020        | Groningen        | ED               | 1          | 0          | CO              | 0               | 0               |                    | -                  | -                  |             | -           | -           | 1      | 0      |        |
| 2020-2021        | Groningen        | ED               | 28+1       | 2          | CO              | 1               | 0               |                    | -                  | -                  |             | -           | -           | 30     | 2      |        |
| 2021-2022        | Groningen        | ED               | 29         | 1          | CO              | 3               | 0               |                    | -                  | -                  |             | -           | -           | 32     | 1      |        |
| 2022-2023        | Groningen        | ED               | 30         | 1          | CO              | 1               | 0               |                    | -                  | -                  |             | -           | -           | 31     | 1      |        |
| ago. 2023        | Groningen        | EED              | 2          | 1          | CO              | 0               | 0               |                    | -                  | -                  |             | -           | -           | 2      | 1      |        |
| Totale Groningen | Totale Groningen | Totale Groningen | 91         | 5          |                 | 5               | 0               |                    | -                  | -                  |             | -           | -           | 96     | 5      |        |
| ago. 2023-2024   | Verona           | A                | 32         | 3          | CI              | 1               | 0               | -                  | -                  | -                  | -           | -           | -           | 33     | 3      |        |
| 2024-2025        | Verona           | A                | 31         | 0          | CI              | 1               | 0               | -                  | -                  | -                  | -           | -           | -           | 32     | 0      |        |
| Totale Verona    | Totale Verona    | Totale Verona    | 63         | 3          |                 | 2               | 0               |                    | -                  | -                  |             | -           | -           | 65     | 3      |        |
| Totale carriera  | Totale carriera  | Totale carriera  | 154        | 8          |                 | 7               | 0               |                    | -                  | -                  |             | -           | -           | 161    | 8      |        |

### Cronologia presenze e reti in nazionale
| Cronologia completa delle presenze e delle reti in nazionale ― Slovacchia | Cronologia completa delle presenze e delle reti in nazionale ― Slovacchia | Cronologia completa delle presenze e delle reti in nazionale ― Slovacchia | Cronologia completa delle presenze e delle reti in nazionale ― Slovacchia | Cronologia completa delle presenze e delle reti in nazionale ― Slovacchia | Cronologia completa delle presenze e delle reti in nazionale ― Slovacchia | Cronologia completa delle presenze e delle reti in nazionale ― Slovacchia | Cronologia completa delle presenze e delle reti in nazionale ― Slovacchia |
| Data                                                                      | Città                                                                     | In casa                                                                   | Risultato                                                                 | Ospiti                                                                    | Competizione                                                              | Reti                                                                      | Note                                                                      |
| ------------------------------------------------------------------------- | ------------------------------------------------------------------------- | ------------------------------------------------------------------------- | ------------------------------------------------------------------------- | ------------------------------------------------------------------------- | ------------------------------------------------------------------------- | ------------------------------------------------------------------------- | ------------------------------------------------------------------------- |
| 18-11-2020                                                                | Plzeň                                                                     | Rep. Ceca                                                                 | 2 – 0                                                                     | Slovacchia                                                                | UEFA Nations League 2020-2021 - 1º turno                                  | -                                                                         | 62’                                                                       |
| 27-3-2021                                                                 | Trnava                                                                    | Slovacchia                                                                | 2 – 2                                                                     | Malta                                                                     | Qual. Mondiali 2022                                                       | -                                                                         | 72’                                                                       |
| 1-6-2021                                                                  | Ried im Innkreis                                                          | Slovacchia                                                                | 1 – 1                                                                     | Bulgaria                                                                  | Amichevole                                                                | -                                                                         | 57’                                                                       |
| 14-6-2021                                                                 | San Pietroburgo                                                           | Polonia                                                                   | 1 – 2                                                                     | Slovacchia                                                                | Euro 2020 - 1º turno                                                      | -                                                                         | 87’                                                                       |
| 23-6-2021                                                                 | Siviglia                                                                  | Slovacchia                                                                | 0 – 5                                                                     | Spagna                                                                    | Euro 2020 - 1º turno                                                      | -                                                                         | 69’                                                                       |
| 7-9-2021                                                                  | Bratislava                                                                | Slovacchia                                                                | 2 – 0                                                                     | Cipro                                                                     | Qual. Mondiali 2022                                                       | -                                                                         | 79’                                                                       |
| 8-10-2021                                                                 | Kazan'                                                                    | Russia                                                                    | 1 – 0                                                                     | Slovacchia                                                                | Qual. Mondiali 2022                                                       | -                                                                         | 80’                                                                       |
| 11-11-2021                                                                | Trnava                                                                    | Slovacchia                                                                | 2 – 2                                                                     | Slovenia                                                                  | Qual. Mondiali 2022                                                       | -                                                                         | 71’                                                                       |
| 14-11-2021                                                                | Ta' Qali                                                                  | Malta                                                                     | 0 – 6                                                                     | Slovacchia                                                                | Qual. Mondiali 2022                                                       | -                                                                         |                                                                           |
| 25-3-2022                                                                 | Oslo                                                                      | Norvegia                                                                  | 2 – 0                                                                     | Slovacchia                                                                | Amichevole                                                                | -                                                                         | 35’                                                                       |
| 3-6-2022                                                                  | Novi Sad                                                                  | Bielorussia                                                               | 0 – 1                                                                     | Slovacchia                                                                | UEFA Nations League 2022-2023 - 1º turno                                  | 1                                                                         | 59’                                                                       |
| 6-6-2022                                                                  | Trnava                                                                    | Slovacchia                                                                | 0 – 1                                                                     | Kazakistan                                                                | UEFA Nations League 2022-2023 - 1º turno                                  | -                                                                         | 71’                                                                       |
| 10-6-2022                                                                 | Baku                                                                      | Azerbaigian                                                               | 0 – 1                                                                     | Slovacchia                                                                | UEFA Nations League 2022-2023 - 1º turno                                  | -                                                                         | 65’                                                                       |
| 13-6-2022                                                                 | Astana                                                                    | Kazakistan                                                                | 2 – 1                                                                     | Slovacchia                                                                | UEFA Nations League 2022-2023 - 1º turno                                  | -                                                                         | 88’                                                                       |
| 17-11-2022                                                                | Podgorica                                                                 | Montenegro                                                                | 2 – 2                                                                     | Slovacchia                                                                | Amichevole                                                                | -                                                                         | 45+1’                                                                     |
| 20-11-2022                                                                | Bratislava                                                                | Slovacchia                                                                | 0 – 0                                                                     | Cile                                                                      | Amichevole                                                                | -                                                                         | 89’                                                                       |
| 23-3-2023                                                                 | Trnava                                                                    | Slovacchia                                                                | 0 – 0                                                                     | Lussemburgo                                                               | Qual. Euro 2024                                                           | -                                                                         | 73’                                                                       |
| 26-3-2023                                                                 | Bratislava                                                                | Slovacchia                                                                | 2 – 0                                                                     | Bosnia ed Erzegovina                                                      | Qual. Euro 2024                                                           | -                                                                         | 58’                                                                       |
| 17-6-2023                                                                 | Reykjavík                                                                 | Islanda                                                                   | 1 – 2                                                                     | Slovacchia                                                                | Qual. Euro 2024                                                           | 1                                                                         | 57’                                                                       |
| 20-6-2023                                                                 | Vaduz                                                                     | Liechtenstein                                                             | 0 – 1                                                                     | Slovacchia                                                                | Qual. Euro 2024                                                           | -                                                                         |                                                                           |
| 8-9-2023                                                                  | Bratislava                                                                | Slovacchia                                                                | 0 – 1                                                                     | Portogallo                                                                | Qual. Euro 2024                                                           | -                                                                         | 63’                                                                       |
| 13-10-2023                                                                | Porto                                                                     | Portogallo                                                                | 3 – 2                                                                     | Slovacchia                                                                | Qual. Euro 2024                                                           | -                                                                         | 46’ 85’                                                                   |
| 16-10-2023                                                                | Lussemburgo                                                               | Lussemburgo                                                               | 0 – 1                                                                     | Slovacchia                                                                | Qual. Euro 2024                                                           | -                                                                         | 90’                                                                       |
| 16-11-2023                                                                | Bratislava                                                                | Slovacchia                                                                | 4 – 2                                                                     | Islanda                                                                   | Qual. Euro 2024                                                           | -                                                                         | 65’                                                                       |
| 19-11-2023                                                                | Zenica                                                                    | Bosnia ed Erzegovina                                                      | 1 – 2                                                                     | Slovacchia                                                                | Qual. Euro 2024                                                           | -                                                                         | 85’                                                                       |
| 23-3-2024                                                                 | Bratislava                                                                | Slovacchia                                                                | 0 – 2                                                                     | Austria                                                                   | Amichevole                                                                | -                                                                         | 62’                                                                       |
| 5-6-2024                                                                  | Wiener Neustadt                                                           | Slovacchia                                                                | 4 – 0                                                                     | San Marino                                                                | Amichevole                                                                | 1                                                                         | 60’                                                                       |
| 9-6-2024                                                                  | Trnava                                                                    | Slovacchia                                                                | 4 – 0                                                                     | Galles                                                                    | Amichevole                                                                | -                                                                         | 71’                                                                       |
| 17-6-2024                                                                 | Francoforte sul Meno                                                      | Belgio                                                                    | 0 – 1                                                                     | Slovacchia                                                                | Euro 2024 - 1º turno                                                      | -                                                                         | 70’                                                                       |
| 21-6-2024                                                                 | Düsseldorf                                                                | Slovacchia                                                                | 1 – 2                                                                     | Ucraina                                                                   | Euro 2024 - 1º turno                                                      | -                                                                         | 67’                                                                       |
| 26-6-2024                                                                 | Francoforte sul Meno                                                      | Slovacchia                                                                | 1 – 1                                                                     | Romania                                                                   | Euro 2024 - 1º turno                                                      | -                                                                         | 70’                                                                       |
| 30-6-2024                                                                 | Gelsenkirchen                                                             | Inghilterra                                                               | 2 – 1 dts                                                                 | Slovacchia                                                                | Euro 2024 - Ottavi di finale                                              | -                                                                         | 61’ 120+2’                                                                |
| 5-9-2024                                                                  | Tallinn                                                                   | Estonia                                                                   | 0 – 1                                                                     | Slovacchia                                                                | UEFA Nations League 2024-2025 - 1º turno                                  | 1                                                                         |                                                                           |
| 8-9-2024                                                                  | Košice                                                                    | Slovacchia                                                                | 2 – 0                                                                     | Azerbaigian                                                               | UEFA Nations League 2024-2025 - 1º turno                                  | -                                                                         | 71’                                                                       |
| 11-10-2024                                                                | Bratislava                                                                | Slovacchia                                                                | 2 – 2                                                                     | Svezia                                                                    | UEFA Nations League 2024-2025 - 1º turno                                  | -                                                                         | 51’ 90’                                                                   |
| 14-10-2024                                                                | Baku                                                                      | Azerbaigian                                                               | 1 – 3                                                                     | Slovacchia                                                                | UEFA Nations League 2024-2025 - 1º turno                                  | -                                                                         |                                                                           |
| 16-11-2024                                                                | Solna                                                                     | Svezia                                                                    | 2 – 1                                                                     | Slovacchia                                                                | UEFA Nations League 2024-2025 - 1º turno                                  | -                                                                         |                                                                           |
| 19-11-2024                                                                | Bratislava                                                                | Slovacchia                                                                | 1 – 0                                                                     | Estonia                                                                   | UEFA Nations League 2024-2025 - 1º turno                                  | -                                                                         | 77’                                                                       |
| 20-3-2025                                                                 | Bratislava                                                                | Slovacchia                                                                | 0 – 0                                                                     | Slovenia                                                                  | UEFA Nations League 2024-2025 - Play-off                                  | -                                                                         |                                                                           |
| 23-3-2025                                                                 | Lubiana                                                                   | Slovenia                                                                  | 1 – 0 dts                                                                 | Slovacchia                                                                | UEFA Nations League 2024-2025 - Play-off                                  | -                                                                         | 100’                                                                      |
| Totale                                                                    |                                                                           | Presenze                                                                  | 40                                                                        |                                                                           | Reti                                                                      | 4                                                                         |                                                                           |

| Cronologia completa delle presenze e delle reti in nazionale ― Slovacchia under 21 | Cronologia completa delle presenze e delle reti in nazionale ― Slovacchia under 21 | Cronologia completa delle presenze e delle reti in nazionale ― Slovacchia under 21 | Cronologia completa delle presenze e delle reti in nazionale ― Slovacchia under 21 | Cronologia completa delle presenze e delle reti in nazionale ― Slovacchia under 21 | Cronologia completa delle presenze e delle reti in nazionale ― Slovacchia under 21 | Cronologia completa delle presenze e delle reti in nazionale ― Slovacchia under 21 | Cronologia completa delle presenze e delle reti in nazionale ― Slovacchia under 21 |
| Data                                                                               | Città                                                                              | In casa                                                                            | Risultato                                                                          | Ospiti                                                                             | Competizione                                                                       | Reti                                                                               | Note                                                                               |
| ---------------------------------------------------------------------------------- | ---------------------------------------------------------------------------------- | ---------------------------------------------------------------------------------- | ---------------------------------------------------------------------------------- | ---------------------------------------------------------------------------------- | ---------------------------------------------------------------------------------- | ---------------------------------------------------------------------------------- | ---------------------------------------------------------------------------------- |
| 8-10-2020                                                                          | Nitra                                                                              | Slovacchia under 21                                                                | 2 – 1                                                                              | Azerbaigian under 21                                                               | Qual. Europeo Under-21 2021                                                        | -                                                                                  | 59’                                                                                |
| 12-10-2020                                                                         | Strasburgo                                                                         | Francia under 21                                                                   | 1 – 0                                                                              | Slovacchia under 21                                                                | Qual. Europeo Under-21 2021                                                        | -                                                                                  | 82’                                                                                |
| 23-9-2022                                                                          | Žilina                                                                             | Slovacchia under 21                                                                | 3 – 2                                                                              | Ucraina under 21                                                                   | Qual. Europeo Under-21 2023                                                        | 1                                                                                  | 55’                                                                                |
| 27-9-2022                                                                          | Bielsko-Biała                                                                      | Ucraina under 21                                                                   | 3 – 0                                                                              | Slovacchia under 21                                                                | Qual. Europeo Under-21 2023                                                        | -                                                                                  | 90’                                                                                |
| 11-6-2025                                                                          | Bratislava                                                                         | Slovacchia under 21                                                                | 2 – 3                                                                              | Spagna under 21                                                                    | Europeo Under-21 2025 - 1º turno                                                   | 1                                                                                  | 38’ 87’                                                                            |
| 14-6-2025                                                                          | Trnava                                                                             | Slovacchia under 21                                                                | 0 – 1                                                                              | Italia under 21                                                                    | Europeo Under-21 2025 - 1º turno                                                   | -                                                                                  |                                                                                    |
| 17-6-2025                                                                          | Bratislava                                                                         | Romania under 21                                                                   | 1 – 2                                                                              | Slovacchia under 21                                                                | Europeo Under-21 2025 - 1º turno                                                   | 1                                                                                  | 89’                                                                                |
| Totale                                                                             |                                                                                    | Presenze                                                                           | 7                                                                                  |                                                                                    | Reti                                                                               | 3                                                                                  |                                                                                    |